# حارة اللحوم (دار سعد)
حارة اللحوم هي إحدى حارات حي 7 أكتوبر الواقع بمديرية دار سعد التابعة لمحافظة عدن، بلغ تعداد سكانها 412 نسمة حسب تعداد اليمن لعام 2004.